# Sławomir Zieliński (duchowny)
Sławomir Włodzimierz Zieliński (ur. 16 stycznia 1963 w Zawierciu) – polski duchowny katolicki, teolog, dr hab. teologii fundamentalnej.

## Życiorys
Urodził się 16 stycznia 1963 roku w Zawierciu. W 1982 roku ukończył II Liceum Ogólnokształcące im. Heleny Malczewskiej w Zawierciu, po czym podjął studia filozoficzno-teologiczne w Wyższym Seminarium Duchownym Diecezji Częstochowskiej w Krakowie, które zakończył w 1988 roku uzyskaniem tytułu magistra teologii. W 1991 roku na Papieskiej Akademii Teologicznej w Krakowie uzyskał licencjat kanoniczny. W roku 1998 na podstawie dysertacji Se gagner soi-même et gagner Dieu. Esquisse anthropologique basée sur la confrontation des philosophies de l’esprit et de l’amour avec la grâce surnaturelle dans les écrits publiés et inédits de Pierre Rousselot SJ uzyskał na Wydziale Teologicznym Uniwersytetu we Fryburgu doktorat z teologii fundamentalnej. Od 1 października 2004 roku pracował jako adiunkt w Zakładzie Teologii Fundamentalnej Wydziału Teologicznego Uniwersytetu Śląskiego. 25 listopada 2008 roku na podstawie dorobku naukowego i rozprawy Podmiotowy charakter apologetyki francuskiej przełomu XIX i XX stulecia uzyskał habilitację. Od 1 listopada 2009 roku jest kierownikiem Zakładu Teologii Fundamentalnej Wydziału Teologicznego Uniwersytetu Śląskiego. Prowadzi także wykłady z teologii fundamentalnej i religiologii w Wyższym Seminarium Duchownym Archidiecezji Częstochowskiej.
Jest członkiem Stowarzyszenia Teologów Fundamentalnych w Polsce, Polskiego Towarzystwa Teologicznego w Krakowie oraz Europejskiego Stowarzyszenia Teologii Katolickiej. W latach 1998–2009 pełnił funkcję referenta ds. ekumenizmu w archidiecezji częstochowskiej.